# Навчально-реабілітаційний центр «Джерело»
«Джерело» — навчально-реабілітаційний центр державно-громадського підпорядкування, який надає реабілітаційні, освітні, психологічні та інші сімейно-центровані послуги дітям та молоді з особливими потребами. Центр працює в «спальному» районі м. Львова Сихові за адресою просп. Червоної Калини 86а. Установа поєднує у своєму складі дві форми — громадську у статусі благодійної установи (БУ НРЦ «Джерело») та комунальну у статусі Львівського міського центру реабілітації (ЛМЦР «Джерело»). У 2023 структуру центру суттєво розширено та створено на його базі Львівський міський центр соціальних послуг та реабілітації «Джерело».

Комплекс послуг включає раннє втручання, консультації, денний догляд, реабілітаційні програми, які забезпечуються висококваліфікованою міждисциплінарною командою фахівців у співпраці з батьками. «Джерело» сприяє інтеграції осіб з особливими потребами у суспільство, а також є моделлю інноваційних соціальних послуг для дітей та молоді з особливими потребами. «Джерело» формує та впроваджує новітні стандарти соціальних послуг і є ресурсним центром на регіональному та національному рівнях.

Протягом більше ніж 20 років у «Джерелі» отримало послуги близько 5000 дітей та молоді з особливими потребами. Центр став моделлю для розвитку подібних установ і в інших містах України. Приміщення центру побудоване та обладнане за європейськими стандартами доступності для осіб на інвалідних візках.
«Джерело» — це є унікальний формат в Україні, де діти мають можливість отримати хороші послуги. Це установа, яка є джерелом добра і любові. Я би хотів, щоб таких «Джерел» було багато в інших містах України.
Андрій Садовий, міський голова м. Львова

## Історія

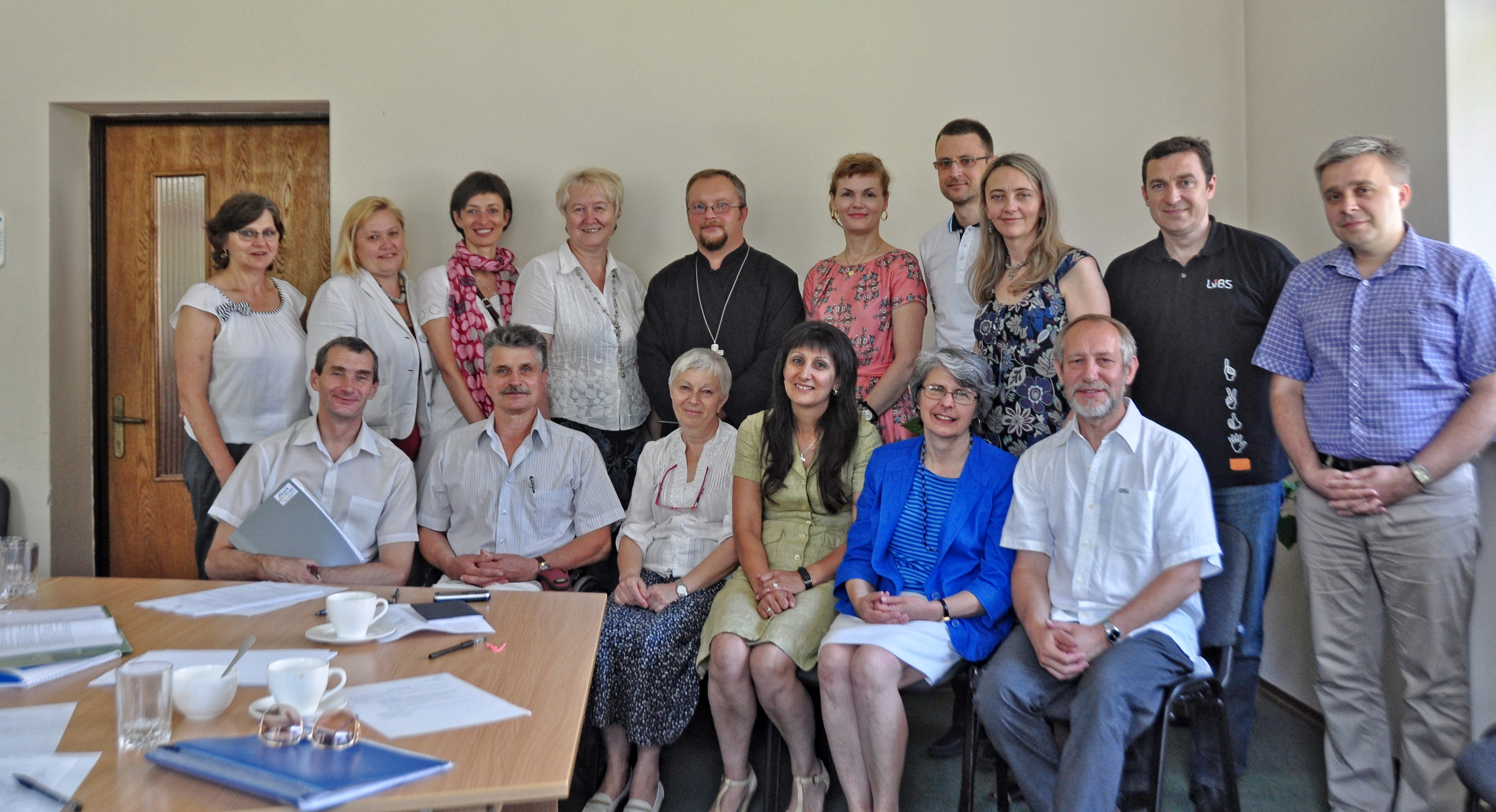
Рада центру червня 2013 р.

Благодійну установу «Навчально-реабілітаційний центр “Джерело”» заснували 1993 року батьки з товариства «Надія» та волонтери з Канади. У 2008 році, за підтримки Львівської міської ради та у партнерстві з Управлінням соціального захисту, на базі «Джерела» створено Львівський міський центр реабілітації (ЛМЦР «Джерело»). 
Травень 1990 — почало функціонувати Львівське обласне батьківське товариство захисту дітей з дитячим церебральним паралічем ДЦП «Надія». Згідно з дослідженням, проведеним товариством «Надія», у Львівській області налічувалось близько 2000 дітей з дитячим церебральним паралічем, третина з них з важкими формами ДЦП. З причини розладу моторики, мовлення, а також психологічних та розумових порушень, значна частина цих дітей не можуть самостійно функціонувати, мають великі труднощі у пересуванні і потребують постійної сторонньої допомоги і догляду. Також, часто ці діти не можуть відвідувати дитячі дошкільні заклади, школи, і вони цілком ізольовані від соціального життя. Основне завдання товариства «Надія» — захистити права неповносправних дітей в Україні. 
Січень 1992 — Зеня Кушпета, громадянка Канади українського походження, приїхала в Україну, щоби на засадах волонтера допомагати особам з розумовою неповносправністю. Познайомившись з діяльністю товариства «Надія» у Львові і разом з Миколою Сварником та Мирославом Николаєвим, стала співзасновником навчально-реабілітаційного центру «Джерело» у Львові. 
Грудень 1993 — Посвячення приміщення і перших дітей-дошкільнят під час свята Св. Миколая. Навчально-реабілітаційний центр «Джерело» розпочинає роботу на базі дошкільного закладу № 172 по вул. Шафарика у м. Львові. Тут починають діяти дві дошкільні групи для дітей з розладом функціонування опорно-рухового апарату. З самого початку Мирослав Николаєв, Микола Сварник і Зеня Кушпета були рушійною силою Центру «Джерело». Вони ініціювали розробку його програм та займалися пошуком фінансування. Мирослав Николаєв і Микола Сварник також є батьками дітей з неповносправністю. 
1994 — Оксана Кунанець-Сварник, громадянка Канади українського походження, фізичний терапевт, прибула до Львова для того, щоб допомогти батькам неповносправних дітей з товариства «Надія» та організувати систему допомоги дітям з неповносправністю. У той час в Україні не існувало жодних навчальних програм для підготовки спеціалістів у сфері фізичної реабілітації. Оксана Кунанець започаткувала підготовку спеціалістів з фізичної реабілітації на базі Львівського державного інституту фізичної культури. Її робота не обмежувалася лише підготовкою спеціалістів з фізичної реабілітації та консультуванням персоналу центру, а включала кампанії збору коштів на навчальні програми, обладнання та керівництво реабілітаційними проектами.
Квітень 1994 — Міська Рада Львова надала у користування Центру «Джерело» об'єкт незавершеного будівництва для створення реабілітаційного центру для дітей з особливими потребами. 
1994–1995 — завдяки ініціативі Оксани Кунанець-Сварник, а також у співпраці з Українсько-канадською програмою «Партнери у сфері охорони здоров'я» під егідою Канадського агентства міжнародного розвитку, було створено навчальну програму для підготовки спеціалістів з фізичної реабілітації у Львівському державному інституті фізичної культури. 
У червні 1995 року місто Львів отримало своїх перших випускників — спеціалістів з фізичної реабілітації.
Вересень 1994 — В додатку до існуючих садочкових груп, відкриття першого шкільного класу для старших дітей у Центрі «Джерело». 
Вересень 1996 на базі загальноосвітньої школи № 82 для неповносправних дітей була створена інклюзивна навчальна програма у поєднанні з реабілітацією. Таким чином завдяки НРЦ «Джерело» відбулася інтеграція неповносправних дітей у загальноосвітню школу. 
Жовтень 1996 — завдяки благочинним пожертвам українців з Канади, зібраних за сприяння Канадського Фонду «Дітям Чорнобиля» почалися роботи з добудови нового приміщення для Центру «Джерело» на пр. Червоної Калини 86а. 
Жовтень 2002 — у новому приміщенні Центру «Джерело» розпочала свою роботу Програма Раннього втручання під керівництвом Олега Романчука. У цей самий час було урочисто відкрито і освячено Капличку у новому Центрі.
Жовтень 2003 — Починає свою роботу майстерня Клубу активної молоді у новому приміщенні Центру «Джерело».
Квітень 2007 — Освітня програма «Садок-школа» розпочала роботу в новому приміщенні.
Листопад 2007 — Завершено реконструкцію нового приміщення першого і другого поверхів Центру, повністю пристосованих для осіб з особливими потребами.
Лютий 2008 — у співпраці з управлінням соціального захисту департаменту гуманітарної політики Львівської міської Ради м. Львова задля залучення муніципального фінансування на базі «Джерела» створено Львівський міський центр реабілітації.
Червень 2013 — Засновниками центру сформована Наглядова Рада у складі: Л. Аннич, О. Винярська, Г. Герасим, К. Гороховська, Я. Грибальський, Н. Климовська, К. Кіт-Садова, О. Кунанець-Сварник, З. Кушпета, М. Николаєв, О. Романчук, Я. Рущишин, Ю. Саквук, М. Сварник, Н. Скрипка, Л. Тарновський, К. Шумський, якій передані головні статутні повноваження щодо управління центром.

## Засновники

### Мирослав Николаєв
Співзасновник центру «Джерело». За освітою — викладач фізичного виховання (Львівський державний інститут фізичної культури, 1979 р.) та магістр державного управління (Академія державного управління при Президенті України 1998 р.). Посади директора БУ «Джерело» та Львівського міського центру реабілітації обіймав з першого дня заснування Центру до березня 2014 року.

### Зеня Кушпета
Громадянка Канади, за фахом магістр музики, піаністка, педагог, яка з 1992 року працює волонтером в Україні на користь осіб з особливими потребами. Співзасновник центру «Джерело», а також руху «Віра і світло» в Україні, центру «Емаус» в Українському Католицькому Університеті та української спільноти «Лярш-Ковчег».

### Оксана Кунанець-Сварник
Громадянка Канади, фізичний терапевт з багаторічним стажем, яка з 1994 року працює волонтером в Україні. Консультант та розробник перших реабілітаційних програм центру «Джерело». Ініціатор створення українсько-канадської програми підготовки фахівців фізичної реабілітації у Львівському інституті фізичної культури (1996—2000 рр..).

### Микола Сварник
За освітою лісівник-еколог, кандидат біологічних наук, доцент Національного університету «Львівська політехніка». Активний громадський діяч, керівник багатьох соціальних проектів, спрямованих на користь осіб із особливими потребами. У 2003-2013 рр. — голова ради Всеукраїнської ГО «Коаліція захисту прав осіб з інвалідністю внаслідок інтелектуальних порушень», у 2006-2011 рр. депутат Львівської міської ради.

### Олег Романчук
Член Ради засновників. Лікар-психотерапевт, дитячий та підлітковий психіатр (Львівський державний медичний університет та Київська медична академія післядипломної освіти). Стажувався у Торонто, Канада. З 1999 року викладає психіатрію та пасторальне порадництво у Львівській духовній семінарії та в УКУ. Автор книг та документальних фільмів.

### Товариство «Надія»
Засноване у 1991 році. Львівське обласне добровільне товариство захисту дітей-інвалідів з діагнозом дитячий церебральний параліч, під опікою якого перебувають більш ніж 2,5 тисячі дітей з особливими потребами у Львівській області.

## Цінності
- Унікальність — віра у цінність та неповторність кожної людини, у її особливий Богом даний дар для спільноти, суспільства і світу;
- Любов — визнання найглибшого прагнення людини: любити і бути любленою, мати друзів, бути приналежною до спільноти;
- Гідність — повага до прав кожного розвивати свій особистий потенціал та отримувати необхідну підтримку та допомогу;
- Компетентність — сприяння розвитку кваліфікованих фахівців для надання якісних послуг; пошук та використання нових методик та технологій;
- Відповідальність — зобов'язання дбати про якість дорученої роботи, безпеку та самопочуття дітей та молоді, яким служимо;
- Просвітництво — розповсюдження у суспільстві інформації, досвіду та впровадження змін для поширення принципів та практик інтегрованої, сімейно-центрованої реабілітації.

## Програми
- Раннє втручання
- Освітні програми
- Фізична терапія
- Соціально-побутова адаптація
- Сервісні програми
- Методика М. Монтессорі
- Адаптація візків
- Поведінкова терапія

Для старших дітей функціонують навчання соціально-побутовим навичкам, майстерні та арт-терапевтичні програми: театральний, музичний, художній гуртки.

## Осередки
З метою розширення діяльності комунальної реабілітаційної установи «Джерело» та наближення послуг до споживачів, особливо дорослих осіб, останніми роками відрито осередки по районах Львова: на початок 2020 року працювало 3 осередки: 
- по вул. Кирилівській 3а,
- по вул. Роксоляни 23,
- по вул. Богдана Хмельницького, 195.

У 2020 році велись підготовчі роботи:
- по вул. Володимира Великого, 40,
- по вул. Миколайчука, 24.

Плануються осередки у Винниках і в Рясному.
У 2021 відкрився 6-й осередок.
У 2023 вже було 7 діючих осередків НРЦ «Джерело».

## Дім підтриманого проживання
Від початку 2021 року почалась реалізація ще одного проекту Центру «Джерело» – Будинку підтриманого проживання для дорослих осіб з інвалідністю, які втратили батьків чи опікунів, або прагнуть проживати окремо від них. Планується, що в будинку житиме 20 дорослих львів'ян з інвалідністю та асистентів, які допомагатимуть їм у побуті. Зокрема, має бути облаштовано 12 одномісних та 4 двомісні кімнати, а також кухню, їдальню, доступні санвузли, ліфт. Там буде також інклюзивний громадський простір для спільних активностей людей з інвалідністю та мешканців Львова, проведення денних майстерень з арт-терапії, спільних кінопереглядів, навчань, заходів дозвілля. Будинок функціонуватиме по вул. Пасічній, 39. Триповерхове приміщення виділене Львівською міською радою.

## Структурні зміни
Восени 2023, після періоду консультацій, стуктура НРЦ «Джерела» була поширена на суміжні соціальні сфери. Враховуючи виграшні сторони моделі центру, на його базі було створено Львівський міський центр соціальних послуг та реабілітації «Джерело». До установи було доєднано ще чотири комунальні установи Львова – міський центр соціальних служб, соціальний готель, міський територіальний центр соціального обслуговування й центр обліку та нічного перебування бездомних осіб.